# نظریه سیاست بین‌الملل (کتاب)

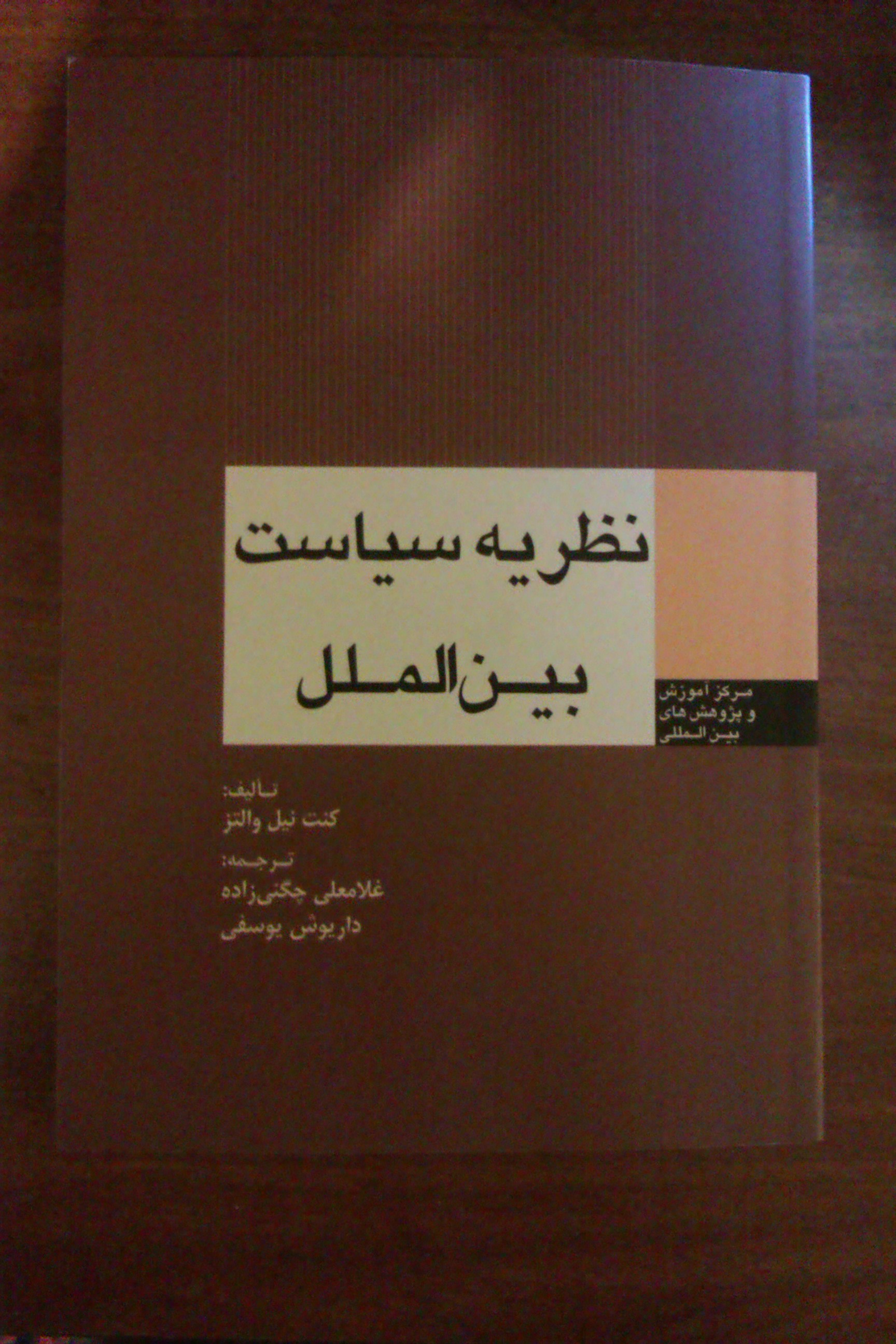
ترجمه فارسی کتاب نظریه سیاست بین‌الملل

نظریه سیاست بین‌الملل (به انگلیسی: Theory of International Politics) کتابی است از کنت والتز درباره نظریه روابط بین‌الملل که در سال ۱۹۷۹ نوشته شده است. این کتاب به شرح و بسط نظریه جدیدی در روابط بین‌الملل می‌پردازد که نوواقع گرایی نام گرفته است. در واقع کنت والتز در این کتاب با توجه به نقدهایی که بر نظریه واقع گرایی در روابط بین‌الملل شده است، نظریه نوواقع گرایی را ارائه می‌کند.این کتاب به فارسی توسط دکتر غلامعلی چگنی‌زاده ترجمه شده است

## پی‌نوشت‌ها
1. ↑  According to (Sagan 2004، ص. 91 n.4), Waltz's book remains "the seminal text of neorealism".